# Operation Barrel Roll

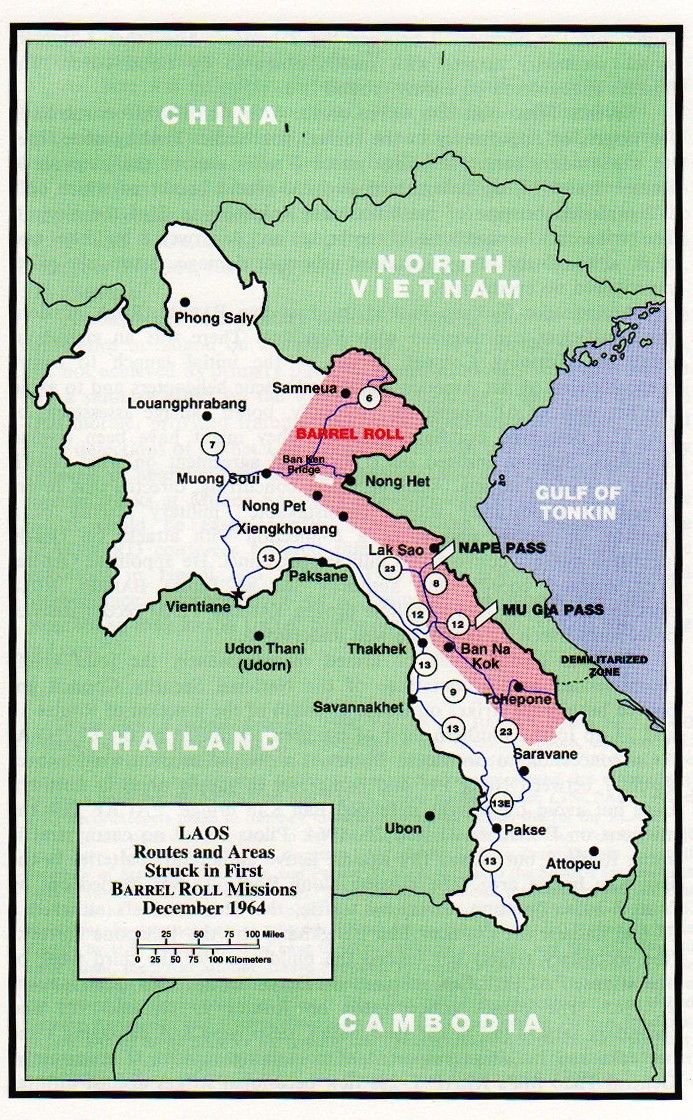
Karte des Einsatzgebiets der Operation Barrel Roll 1965

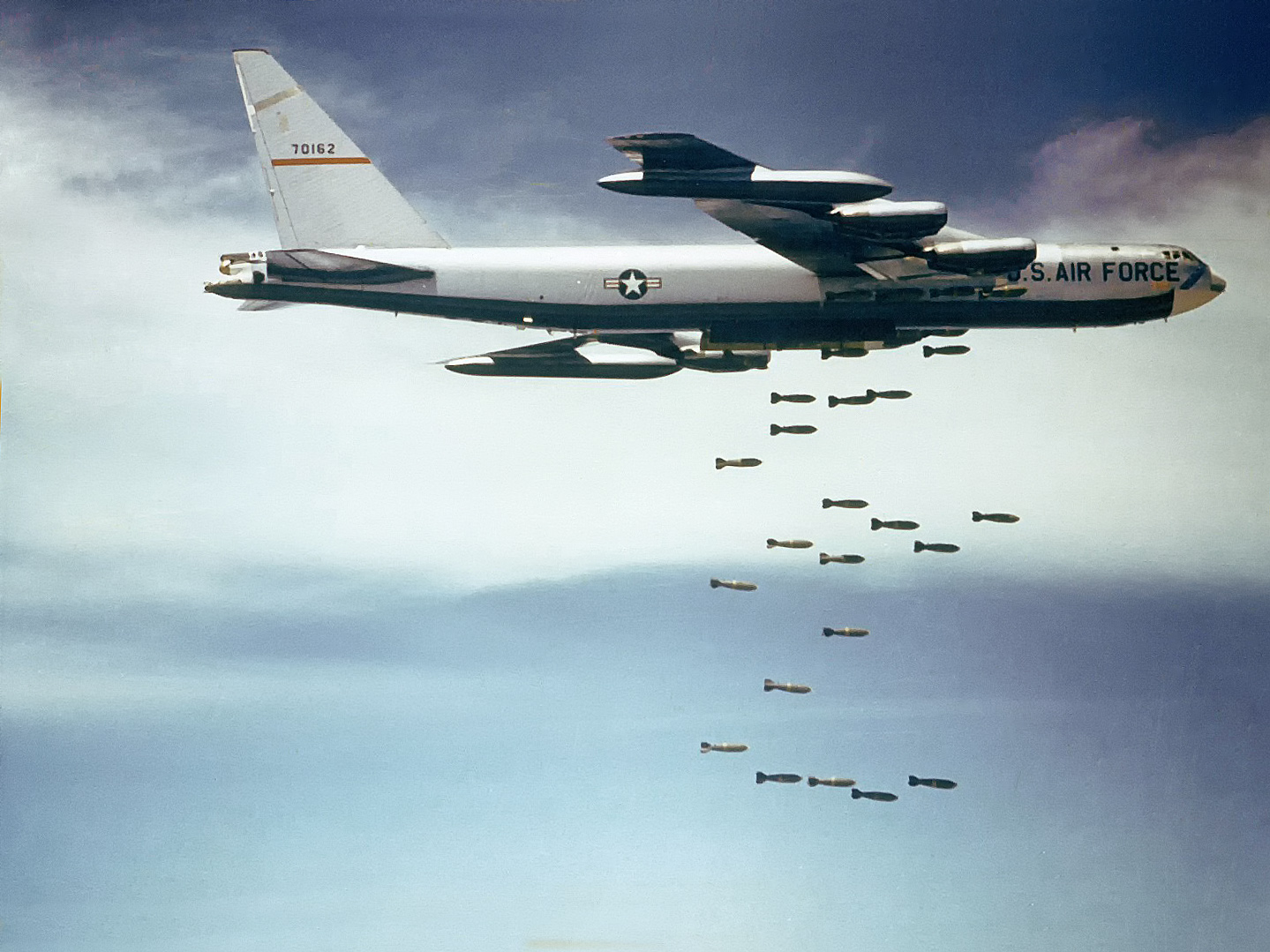
B-52-Bomber im nördlichen Laos. Die Operation Barrel Roll verwüstete ganze Landstriche.

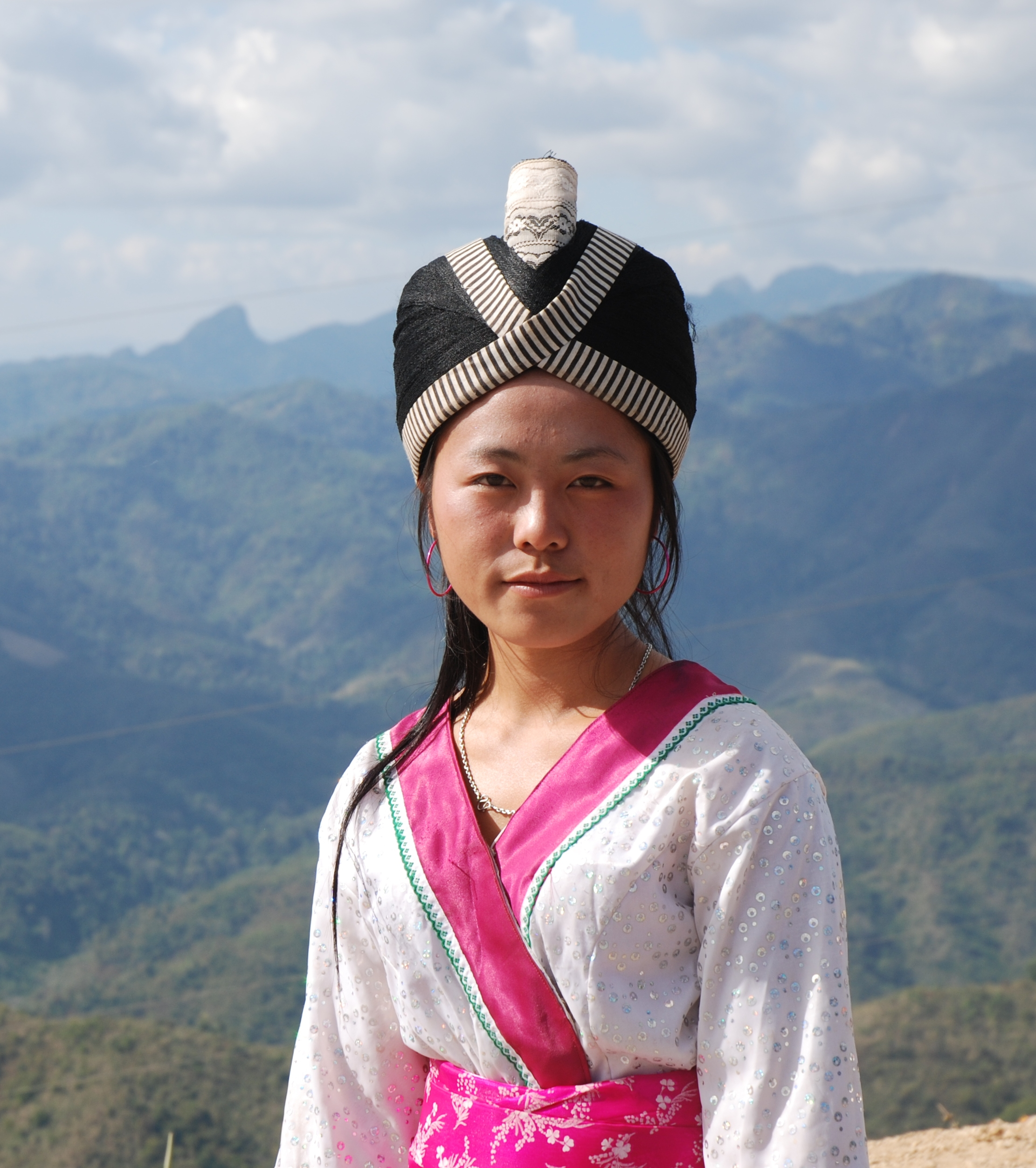
Hmong-Frau in Nordlaos Die Hmong waren die eigentlichen Verlierer der Operation Barrel Roll. Nach dem Krieg wurden sie systematisch verfolgt und ins Exil getrieben, weil sie die Amerikaner im Krieg unterstützt haben.

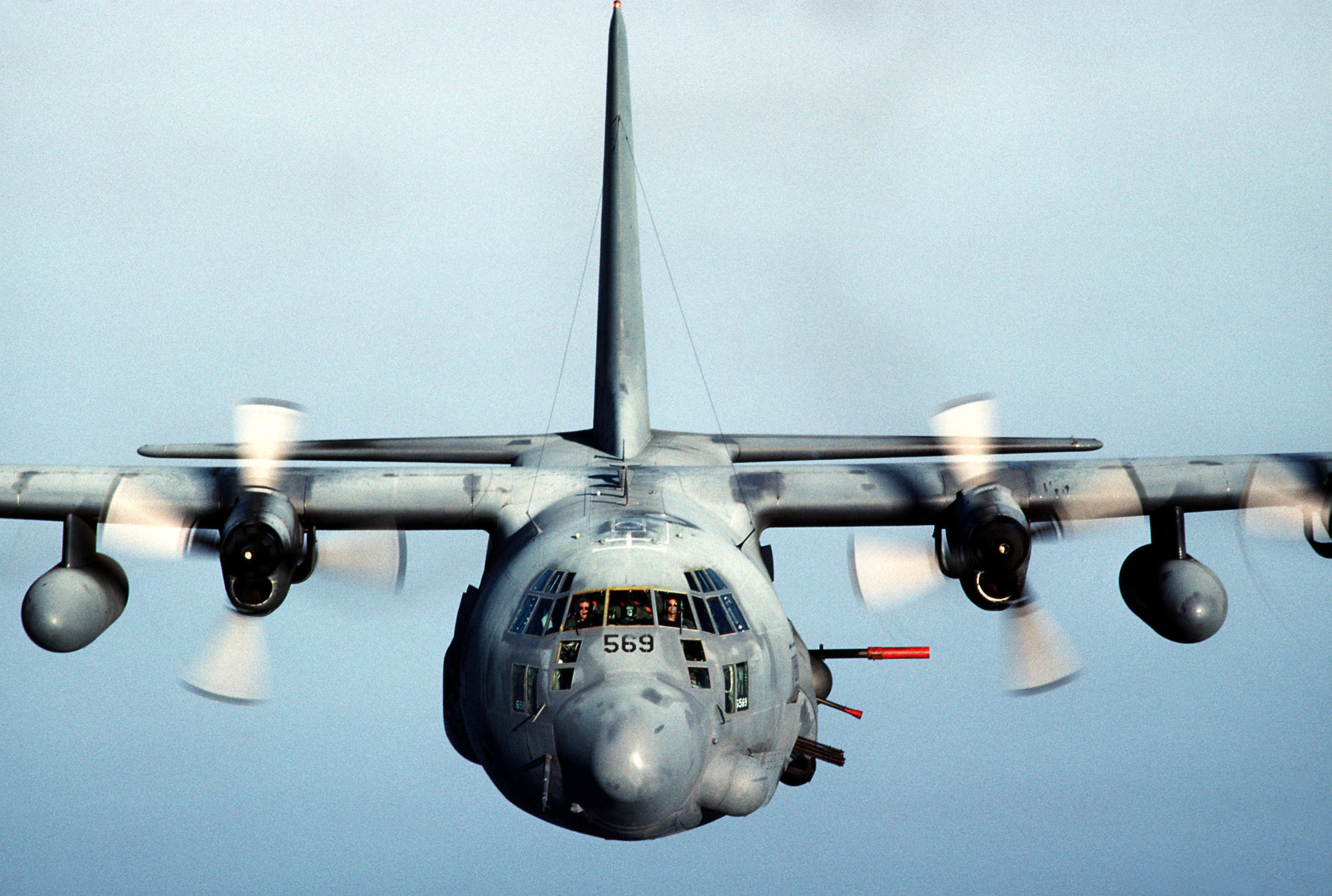
AC-130H Spectre. Diese langsam fliegenden Festungen konnten den Angriff der Nordvietnamesen auf Long Tieng stoppen.

Operation Barrel Roll war der Codename einer geheimen Bombenkampagne der US-amerikanischen Luftstreitkräfte im Königreich Laos. Die Kampagne startete am 14. Dezember 1964 und endete mit dem 29. März 1973.
Auslöser für die von Präsident Lyndon B. Johnson genehmigte Kampagne war der Angriff von nordvietnamesischen und Pathet-Lao-Einheiten auf die von laotischen Truppen gehaltene Ebene der Tonkrüge im Nordosten von Laos, nahe der vietnamesischen Grenze. Proamerikanische Einheiten der laotischen Regierung und von der CIA unterstützte Hmong-Rebellen sollten mit Luftnahunterstützung vor der Niederlage bewahrt werden. Ein weiteres Ziel der Bombenkampagne war der strategisch wichtige Ho-Chi-Minh-Pfad, ein Geflecht von Straßen und Pfaden im Grenzgebiet zwischen Laos und Vietnam, welches von Nordvietnam zur Versorgung seiner Streitkräfte und Verbündeter in Südvietnam eingesetzt wurde. Die Kampagne wurde primär durch Kampfflugzeuge und strategische Bomber, stationiert in Thailand, getragen. Das Kontrollzentrum der Kampagne befand sich im nordostthailändischen Udon Thani. Die Kampagne verwandelte Laos in das am meisten bombardierte Gebiet der Erde.

## Geschichte
Ursprünglich unterstützte die amerikanische Regierung die laotische Regierung offiziell im Kampf gegen die Einheiten der kommunistischen Pathet Laos und nordvietnamesischen Truppen im Nordosten des Landes. Dafür wurde die Military Assistance and Advisary Group Laos, kurz MAAG Laos, in der Hauptstadt Vientiane gegründet. Nach der Unterzeichnung des Vertrags über die Neutralität von Laos (Englisch: International Agreement on the Neutrality of Laos), unterzeichnet am 23. Juli 1962 in Genf, durften die Vereinigten Staaten keine Stützpunkte in Laos betreiben. Das MAAG Laos musste das Land verlassen und zog nach Bangkok, Laos in die Räumlichkeiten der Joint US Military Advisory Group Thailand, kurz JUSMAGTHAI, in die Sathorn Tai Road neben der deutschen Botschaft um. Eine kleine getarnte Einheit verblieb jedoch in Laos. Diese Einheit wurde Requirements Office genannt und wurde offiziell als zivile Einrichtung der United States Agency for International Development, kurz USAID, geführt. Offiziell unterstand die Einrichtung dem Botschafter der Vereinigten Staaten in Laos. Das MAAG Laos wurde mit dem MAAG Thailand zusammengelegt und die Einheit in Joint US Military Advisory Group Thailand umbenannt. Die Amerikaner bauten ihre Truppenpräsenz, besonders die der Luftwaffe in Thailand systematisch aus. Da ein direktes militärisches Eingreifen in den laotischen Bürgerkrieg nicht mehr möglich war, übernahm der amerikanische Auslandsgeheimdienst CIA viele Aufgaben des MAAG Laos. Die CIA rekrutierte, bezahlte und bildete laotische Rebellen aus, die die Pathet Laos und die nordvietnamesischen Truppen in Nordostlaos bekämpfen sollten. Das JUSMAGTHAI unterstützte weiterhin die laotische Regierung, z. B. durch das Projekt Waterpump, ein Ausbildungsprogramm für laotische Piloten. Auch unterstützte das JUSMAGTHAI die laotische Regierung durch das Bereitstellen von militärischem Material, z. B. Kampfflugzeuge und Munition. Die nordvietnamesischen Truppen starteten im Dezember 1964 ihre Trockenzeitoffensive gegen diese Söldner – Einheiten der CIA und die laotischen Regierungstruppen. Diese Operation war sehr erfolgreich, und es bestand die Gefahr, dass der Sitz des Königs in Luang Prabang überrannt werden könnte. Um die US Verbündeten vor einer absoluten Niederlage zu bewahren, wurde die Operation Barrel Roll ins Leben gerufen.
Offiziell unterstand die Operation der US-amerikanischen Botschaft in Vientiane. Diese koordinierte die Angriffe mit der Laotischen Regierung und der CIA. Dies führte oftmals zu Reibereien in der Befehlskette. Der US-Botschafter William H. Sullivan war beim US-Militär alles andere als beliebt. Besonders mit William W. Momyer Oberbefehlshaber der Seventh Air Force gab es Probleme.
Bei der Amerikanischen Luftwaffe hatte Operation Barrel Roll keine hohe Priorität, nachdem im Mai 1965 Operation Rolling Thunder startete. Rolling Thunder führte Bombenangriffe direkt in Nord-Vietnam durch.
Und dann gab es noch Operation Steel Tiger gegen den Ho-Chi-Minh-Pfad und Einsätze in Südvietnam. Sullivan forderte zusätzliche Luftangriffe auf Nord Ost Laos und eine eigene Luftflotte, die ihm direkt unterstand, stationiert im thailändischen Nakhon Phanom. Oftmals bekam Botschafter Sullivan nur Luftunterstützung, wenn schlechtes Wetter Operationen über Vietnam und dem Ho-Chi-Minh-Pfad nicht zuließen. Anderseits verhinderte oder behinderte Sullivan bodengestützte Operationen der Amerikanischen Streitkräfte in Laos. Er verließ sich lieber auf CIA-gestützte Paramilitärs.
Ziel der Operation Barrel Roll war die Unterstützung der Verbündeten Landstreitkräfte, also den Streitkräften der Laotischen Regierung und der CIA-geführten Hmong-Rebellen. Um taktische Luft Unterstützung durchführen zu können, benötigte man Fliegerleitoffiziere, englisch Forward Air Controller, kurz FAC. Am Anfang der Operation wurden T-28 der Laotischen Luftwaffe eingesetzt mit einem amerikanischen Kopiloten, welcher die Aufgabe hatte, die amerikanischen Bomber zu führen. Auch Flugzeuge der CIA-eigenen Fluggesellschaft Air America wurden für diesen Zweck eingesetzt. Die Fliegerleitoffiziere verwendeten das Funkrufzeichen Butterfly. Doch diese Lösung befriedigte die Führer der US-Luftwaffe nicht. Besonders General William W. Momyer forderte eigene von der CIA unabhängige FAC-Einheiten. Deshalb wurde am 5. Mai 1966 das Raven-Programm ins Leben gerufen. Das Raven Programm hatte seine Basis auf dem Militärflugplatz Long Tieng, einer Luftwaffenbasis der Hmong Rebellen. Die Raven arbeiteten eng mit der amerikanischen Botschaft und mit dem Befehlshaber der Hmong Vang Pao zusammen.
Für die Operation Barrel Roll kam 1968 die Wende. Nach der Tet-Offensive verfügte Präsident Johnson im März einen teilweisen Stop, und im November einen kompletten Stop der Bombardierungen von Nordvietnam. Jetzt gab es genügend Kapazitäten. Wurden 1966 im Schnitt 20 Bombenangriffe pro Tag über Laos geflogen, so erreichte diese Zahl 300 Im Jahr 1969. Doch auch die Nordvietnamesen bauten ihre Kapazitäten im Gebiet des Operationsgebietes systematisch aus und waren damit erfolgreich. Unter anderem gelang ihnen die Ausschaltung der geheimen amerikanischen Militäreinrichtung Lima Site 85. 1969 operierten 80.000 Mann reguläre nordvietnamesische Truppen und 30.000 Mann Pathet Laos Einheiten in Nord Ost Laos. Führten sie in den vergangenen Jahren nur in der Trockenzeit Offensiven aus, so konnten sie dank verbesserter Verkehrswege jetzt das ganze Jahr über die Initiative ergreifen. Im Juni 1969, also mitten in der Regenzeit, eroberten sie die Ebene der Tonkrüge und bedrängten das Hauptquartier der Truppen von Vang Pao. Mit Hilfe amerikanischer Bomberangriffe schlug Vang Pao mit der Operation About Face zurück und eroberte die strategische Hochebene komplett zurück. Doch dieser Sieg war eine Niederlage für Vang Pao. Er hatte seine besten Truppen gegen einen Gegner verloren, der seine Verluste problemlos kompensieren konnte. Schon 1968 stellte ein Vertreter von USAID fest, dass Vang Paos Kämpfer zu 30 % aus 14-jährigen oder jünger (einige sogar erst 10), zu 30 % aus 15- oder 16-jährigen und zu 30 % aus über 35-jährigen bestanden. Die Männer der dazwischenliegenden Altersgruppe seien „alle tot“. Im Januar 1970 war die Ebene wieder unter der Kontrolle der Nordvietnamesen. Die ganzen Luftangriffe der Operation Barrel Roll konnten dies nicht verhindern.
Im Februar 1970 wurden erstmals B52-Bomber über der Ebene der Tonkrüge eingesetzt, um den Druck auf das Hauptquartier der Hmong zu mindern. Auch wurden Vang Paos durch Truppen aus Süd Laos und aus Thailand verstärkt. Aber erst der Einsatz von Gunships, schwer bewaffneten DC-3 und Lockheed AC-130 brachte im März 1970 die Wende. Die Nordvietnamesen brachen ihre Angriffe auf den Militärflugplatz Long Tieng ab.
Hätten die Nordvietnamesen die Offensive erfolgreich beenden können, dann hätten sie problemlos Luang Prabang und Vientiane erreichen können. Der Krieg in Laos hätte seinen Sinn verloren. Thailand wäre höchstwahrscheinlich aus dem Bündnis mit den Amerikanern ausgetreten und hätte sich auf Verteidigungslinien entlang des Mekong, der gemeinsamen Grenze zwischen Thailand und Laos zurückgezogen. Die Basen der US-Luftwaffe in Thailand wären höchstwahrscheinlich verloren gegangen. Die Operation bekam damit Kriegs - entscheidende Bedeutung.
Bis 1970 konnte die Operation Barrel Roll vor der Öffentlichkeit und den Medien geheim gehalten werden. Reportern war der Zugang zum Inneren des Landes und zu den Basen in Thailand versperrt. Die US-Luftwaffe gab nur bewaffnete Aufklärungsflüge über Laos zu, obwohl sie 1969 50 % aller Bombenangriffe über Laos ausgeführt hatte. Am 6. März 1970 lüftete Präsident Richard Nixon erstmals das wohlbehütete Geheimnis und gab zu, dass amerikanische Flugzeuge aktiv in den Bürgerkrieg in Laos eingegriffen haben.
Im Juni 1971 versuchte Vang Pao erneut die Ebene der Tonkrüge zurückzuerobern, was ihm auch gelang. Aber im Dezember 1971 befand sich die strategische Ebene bereits wieder unter der Kontrolle von Nord-Vietnam.
Am 27. Januar 1973 wurde ein Waffenstillstand in Paris vereinbart. Das bedeutete das Ende für die Operation Barrel Roll. Der letzte Luftangriff wurde am 17. April 1973 geflogen. Die von der CIA geführte Fluggesellschaft Air America stellte ihre Unterstützung für die Hmong Mitte 1974 ein. Pathet Laos und nord-vietnamesische Truppen überrannten das Hauptquartier der Hmong in Long Tieng im Mai 1975. Während den 9 Jahren der Operation verloren die US-Luftstreitkräfte 131 Flugzeuge. Die meisten Hmong mussten nach dem Krieg aus Laos flüchten. Viele emigrierten in die USA, darunter Vang Pao. Andere tauchten in Thailand unter.